# Haploid
Haploidan broj je broj koji govori da neka gameta (ili nešto slično tomu) ima jednostruku kromosomsku garnituru. Osim haploidnog broja postoji diploidan broj (2n) kojeg ima npr. zigota što znači da se broj kromosoma udvostruči jer se spajaju muška (spermij) i ženska gameta (jajna stanica).